# Square Dance - Ritorno a casa
Square Dance - Ritorno a casa (Square Dance) è un film del 1987 diretto da Daniel Petrie, e scritto da Alan Hines, autore del romanzo da cui è tratto il film.
Il film non ha avuto molto successo, e solo Rob Lowe ha avuto una nomination per un Golden Globe.

## Trama
Gemma (Winona Ryder), una ragazza tredicenne del Texas, vive con il nonno (Jason Robards), un uomo molto severo.
Un giorno sua madre la invita a vivere con lei in città, con il nuovo marito, visto che ora può provvedere al suo sostentamento.
In città diventa amica di un ragazzino con ritardi mentali Rory (Rob Lowe).
Il resto del film è incentrato sulle esperienze dei due ragazzi, e il desiderio di Gemma di tornare dal nonno.